# 田厝水明殿
22°56′21″N 120°14′34″E / 22.939093°N 120.242860°E

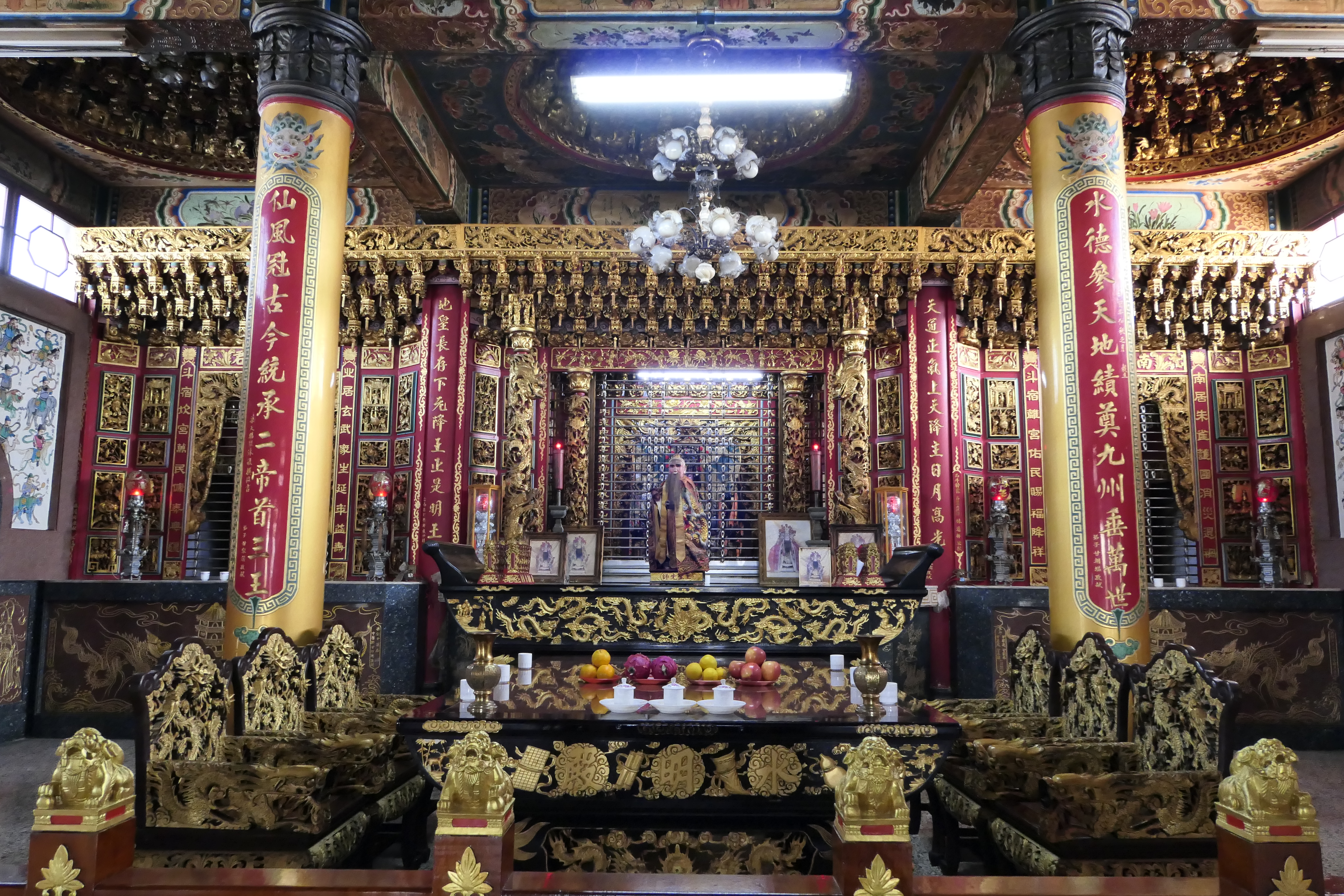
田厝水明殿正殿

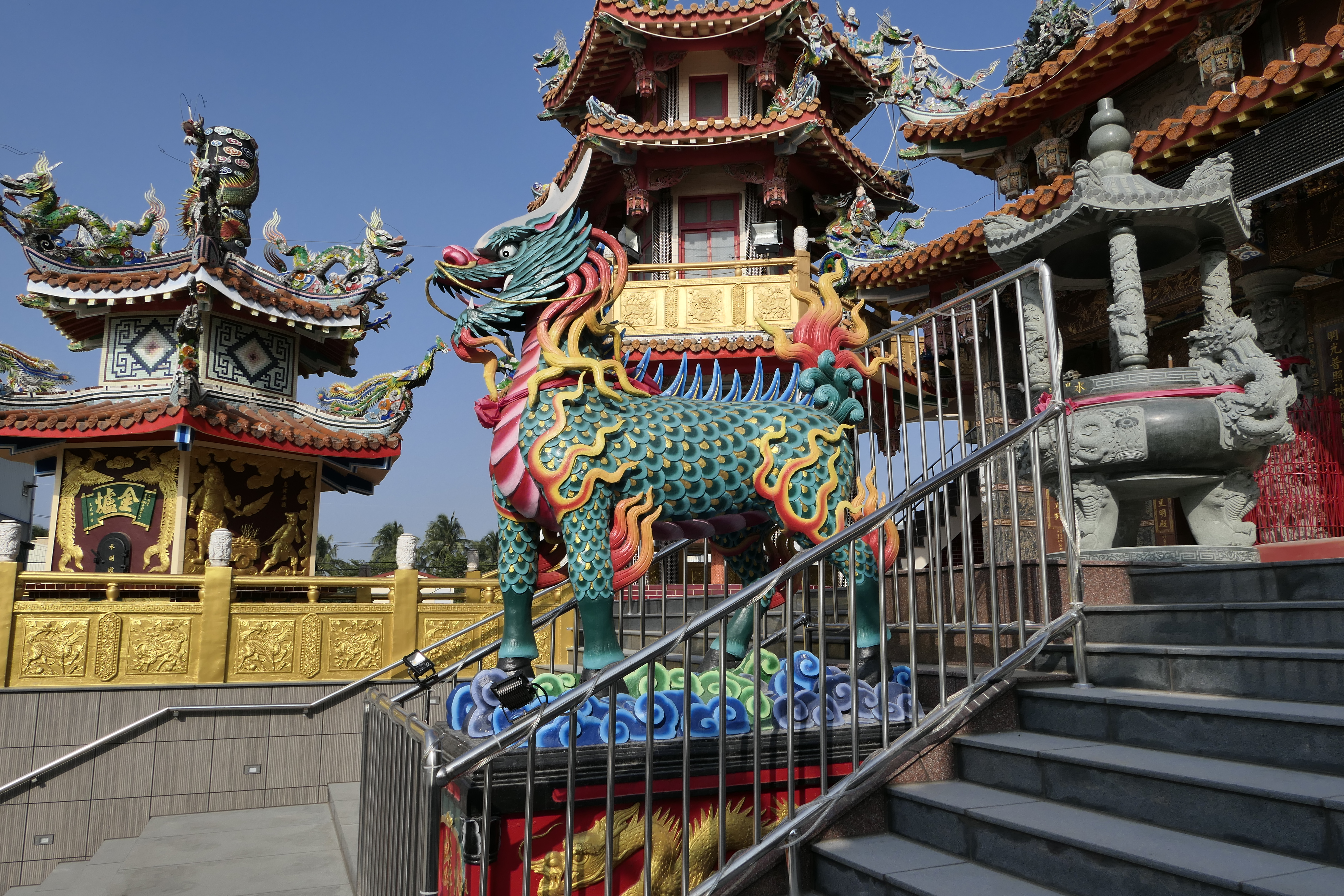
田厝水明殿神麟

田厝水明殿位在臺灣臺南市仁德區，是主祀水仙尊王（大禹）的廟宇，也是田厝的庄廟。該廟主神原為田厝甘氏家族的守護神，後來才建廟供奉。

## 沿革
田厝水明殿該廟所供奉的水仙尊王與孚佑帝君，據說是田厝開臺祖甘毅叟在明永曆年間，從福建省漳州府海澄縣第六都第三圖過田路下井社所迎奉而來。後來神像供奉於甘氏祖厝，為甘氏家族的守護神。後來在民國60年（1971年）田厝村長甘炳和、耆老甘祺瑞等人倡議建廟，並由甘家提供祖厝作為廟地。工程自該年開始動工（1971年），民國64年（1975年）落成，於民國73年（1984年）重建。
廟宇重建後，神明指示要舉行五朝王醮，且12年內要辦3科。於是水明殿在該年（1984年）舉行了「甲子科」王醮，但因為經濟因素，直到民國83年（1994年）才舉行第2科「甲戌年」王醮。

## 祭祀
該廟除主祀的水仙尊王之外，還供奉有孚佑帝君、神農大帝、孔子、文衡聖帝、南斗星君、北斗星君、張天師、中壇元帥、註生娘娘、福德正神等神祇。其中神農大帝是從蔦松腳開農宮分香，福德正神來自已廢庄的拔林，其餘諸神則是孚佑帝君神示雕塑。
該廟與凹仔西安宮、上崙崑崙宮、上崙中軍宫、三甲三爺宮、車路墘保安宮有交陪關係。

## 外部連結
- 田厝水明殿的Facebook專頁